# Acanthopsis glauca
Acanthopsis glauca là một loài thực vật có hoa trong họ Ô rô. Loài này được Ernst Heinrich Friedrich Meyer đặt tên là Acanthus glaucus năm 1837, nhưng mô tả khoa học đầu tiên do Christian Gottfried Daniel Nees von Esenbeck đưa ra năm 1847 lấy theo danh pháp Acanthodium glaucum. Năm 1890, Hans Schinz chuyển nó sang chi Acanthopsis.

## Phân bố
Loài bản địa tây bắc tỉnh Cape (Nam Phi).